# Майкъл Джексън: This is it
Майкъл Джексън: This is it е документален филм за последните репетиции преди заплануваното турне на Майкъл Джексън през юли 2009 година в Лондон. Филмът е музикален, с едни от най-големите хитове на певеца, с нова хореография и използване на високи технологии. Премиерата на филма се състои на 28 октомври 2009 година.
Ненавременната смърт на Майкъл на 25 юни 2009 година слага край на подготовката за концертите. Sony Pictures откупува правата на стотиците часове записи от репетициите, редактира ги и прави документаления филм.

## Песни, изпълнявани във филма
1. „Wanna Be Startin' Somethin'“
2. „Speechless“
3. „Bad“
4. „Smooth Criminal“
5. „Jam“
6. „They Don't Care About Us“
7. „HIStory“
8. „The Way You Make Me Feel“
9. „I'll Be There“
10. „Human Nature“
11. „I Want You Back“
12. „The Love You Save“
13. „Shake Your Body (Down to the Ground)“
14. „I Just Can't Stop Loving You“
15. „Thriller“
16. „Threatened“
17. „Who Is It“
18. „Beat It“
19. „Black or White“
20. „Earth Song“
21. „Billie Jean“
22. „Man in the Mirror“
23. „This Is It“
24. „Heal the World“